# كأس السوبر الألباني 2007
بطولة كأس السوبر الألباني 2007 هي النسخة الرابعة عشر من بطولة كأس السوبر الألباني ، لعب يوم 17 أغسطس 2007 في الاستاد الوطني بتيرانا ، بين فريق تيرانا الفائز بالدوري وفريق كافايي الفائز بكأس ألبانيا. وقد انتهت المباراة بفوز تيرانا بالمباراة بنتيجة 4–2 ليحصد لقبه الثالث على التوالي والسابع في تاريخ البطولة.

## التفاصيل
| تيرانا                                           | 4–2 | كافايي                   |
| ------------------------------------------------ | --- | ------------------------ |
| موكاي 6' · نيفيل 49' · كلوديان 70' · أورياند 90' |     | هوتشا 16' · إيمليانو 35' |

| الحكام المساعدون: الحكم الرابع: | قوانين المباراة - 90 دقيقة. - 30 دقيقة من الوقت الإضافي إذا لزم الأمر. - ركلات جزاء ترجيحية إذا استمرت النتيجة متعادلة. |